# Алавердов, Христофор Егорович
Христофор Егорович Алавердов (Хачатур Геворгович (Кеворкович) Алавердян; род. 1867, Нахичевань-на-Дону, Российская империя) —  купец II гильдии, владелец одного из крупнейших кирпичных заводов в Нахичевани-на-Дону, производительностью около 200 тыс. кирпичей в год. 

## Биография

### Предыстория
В Нахичевани-на-Дону в 1820 году Акопом Искудеряном был построен первый кирпичный завод. Спустя четыре десятилетия, к 1862 году, их уже насчитывалось в городе восемь.
Халуст Хармаздян в 1832 году открывает второй кирпичный завод. В 1840 году Торас Кашегозян построил третий. В 1840 году Ованес Кохбетлян открывает четвертый завод. В 1842 и 1853 годах кирпичные заводы открывают также Карапет Гулезьян и Егор Хатроян соответственно. К 1897 году в городе осуществляли деятельность уже десять кирпичных заводов. В начале XX века кирпичные заводы Нахичевани-на-Дону и Ростова в общем количестве 16 единиц объединились в общий Торговый Дом по продаже кирпича.

### Из жизни Алавердова
Христофор Алавердов родился в 1867 году в Нахичевани-на-Дону. Учился в четырёхклассном училище в городе. Затем поступил на должность присяжного оценщика, а к 1902 году перешёл в Нахичеванский городской общественный банк на должность помощника директора. Ему была вручена благодарность от Наказного Атамана Войска Донского.
В 1891 году Алавердов основывает кирпичный завод. На продукции использовались два клейма «А» и «Х.А.», выполненных на армянском языке. На его заводе работало в разные периоды от 40 до 50 рабочих, который выпускали около 200 тыс. кирпичей в год. Завод осуществлял свою деятельность вплоть до революции 1917 года. Судьба Алавердова после революции неизвестна. До сих пор сохранился его дом на углу 18 линии и ул. Мурлычева.
Продукция его завода использовалась для возведения Варшавского императорского университета переехавшего в Ростов-на-Дону в 1915 году. В настоящее время в нём располагается главный корпус Южного федерального университета.
Клеймо, представляющее собой армянскую букву «айб», принадлежащее Алавердову, является одной из наиболее оригинальных и изящных кирпичных клейм, пожалуй, во всей Российской Империи. Оно представлено в виде буквы «айб», от которой расходятся лучи как от солнца, число которых (лучей) варьировалось от 12 до 16. Вероятно, это являлось символом, нередко использовавшихся на армянских фесках, орнамента.